# Маргарета Эриксдоттер Ваза

Маргарета Эриксдоттер Ваза

Маргарета Эриксдоттер Ваза (швед. Margareta Eriksdotter Vasa, 1497 — 31 декабря 1536), также известная как Маргарета Ваза и Маргарета Гойа, — сестра шведского короля Густава I Вазы. Между 1525 и 1534 годами она несколько раз командовала в Выборгском замке в отсутствие своего супруга Иоахима Браге.

## Биография

### Происхождение. Семья. Ранние годы
Маргарета родилась в семье Эрика Юханссона Вазы и Сесилии Монсдоттер, а значит, приходилась сестрой будущему королю Густаву Вазе. О её детстве не сохранилось сведений, но известно, что она умела говорить и по-шведски, и по-немецки, что она умела читать и писать (что умели не все представителям знати в этот период) и у неё был большой интерес к литературе: впоследствии она отдала своих собственных дочерей в школу аббатства Ско в возрасте пяти лет, и вполне вероятно, что она сама также провела некоторое время в монастырской школе, что в то время считалось обычным для шведской знати.
30 марта 1516 года она вышла замуж за риксрода Иоахима Браге в замке Три короны. Свадьба была устроена шведским регентом Стеном Стуре-младшим: её супруг был верным сторонником Стуре, а регент был женат на её тетке Кристине Юлленшерне.
В ноябре 1520 года Маргарета и её супруг присутствовали на коронации Кристиана II Датского в качестве короля Швеции. Её супруг и отец среди прочих стали жертвами Стокгольмской кровавой бани. Маргарета со своими детьми и матерью, её сестра Эмерентия, бабушка Сигрид Эскильсдоттер (Банер) и тетя Кристина Юлленшерна были в числе женщин и детей, связанных с казнёнными, и были заключены в тюрьму в Стокгольмском замке, а следующим летом переведены в печально известный Блоторн («Голубую башню») Копенгагенского замка.
В хронике её сына Пера Браге Старшего, который был с ней во время плена, описывается пленение шведских дворянок в Дании, отмечается их сильная нужда в пище и питье. Король Швеции Густав I использовал их лишение свободы в своей пропаганде против Кристиана II и утверждал, что датский монарх морил голодом женщин и детей, которые выжили только благодаря милости, оказанной им королевой Дании Изабеллой Габсбургской. Многие из заключённых женщин и детей умерли, в том числе мать Маргареты Сесилия, сестра Эмерентия и кузина Магдалена. Причина их смерти была указана как чума, которая в то время использовалась для классификации ряда различных заболеваний.

### Сестра короля
В 1524 году Маргарета была освобождена и вернулась в Швецию, где её брат теперь был королём под именем Густава I. В августе того же года она была помолвлена с немецким графом Иоганном VII Гойа и Брокенхузен, их свадьба состоялась 15 января 1525 года в Стокгольме. Этот брак был устроен её братом по политическим мотивам. Во время раннего периода его правления немецкие дворяне Иоганн VII Гойа и Беренд фон Мелен принадлежали к самым верным союзникам короля, и он устроил брак Иоганна VII Гойа со своей сестрой Маргаретой, а также Беренда фон Мелена со своей троюродной сестрой Маргаретой, чтобы гарантировать их лояльность. Браки, однако, не встретили одобрения среди крестьянства, которое не любило немцев в окружении короля и критиковало их, а также браки с иностранцами, в том числе и женитьбу короля на немецкой принцессе Екатерине Саксен-Лауэнбургской. После их свадьбы, король Густав пожаловал управление Выборгским замком (важного оплота обороны против России) Иоанну VII Гойа, а Кальмарским замком (важным оплотом обороны против Дании) Беренду фон Мелену.
Маргарета поселилась в Выборгском замке в Финляндии весной 1525 года и была, по обычаю того времени, назначена ответственной за должность своего супруга и командование крепостью всякий раз, когда он отсутствовал по частым поручениям, даваемым ему королём. Она переписывалась со своим братом королём как по политическим, религиозным, так и по частным вопросам, эта переписка частично сохранилась. Маргарете не нравилась её жизнь в Финляндии, она боялась русских и просила разрешения вернуться в Швецию, но король отказался, заявив, что она нужна ему там. Во время шведской Реформации она выразила беспокойство по поводу слухов о том, что её брат разрушает церкви и монастыри, о чём ей сообщил её капеллан, но он ответил, что она, несомненно, способна отличить правду от лжи и что он ожидает, что она допросит и накажет своего капеллана за такие предательские мысли.
В 1528 году Маргарета посетила Любек в Германии. По возвращении в Швецию в апреле 1529 года она и Вульф Гил были захвачены Нильсом Арвидссоном, градоначальником Йёнчёпинга. Этот инцидент послужил началом Вестроготского восстания дворянства против продолжающейся шведской Реформации. Восстание было успешно подавлено её братом в мае, и Маргарета была освобождена невредимой.
Летом 1531 года Маргарете и Иоганну VII Гойа было поручено возглавить флот высшей знати королевства, посланного сопровождать невесту короля, Екатерину Саксен-Лауэнбургскую, из Германии на её свадьбу с королём в Стокгольме. Маргарета интересовалась литературой и переписывалась с епископом Хансом Браском, с которым обсуждала и обменивалась книгами.

### Изгнание
В июне 1534 года, во время Графской распри, Иоганн VII Гойа поссорился с Густавом I и перебрался из Швеции в Германию. Вскоре он присоединился к противникам Густава I в Графской распре и воевал против Швеции. Маргарета сопровождала Иоганна VII с детьми в Германию, и их побег привлёк внимание и принёс дурную славу Густаву I на всём побережье Балтийского моря. Король написал ей письмо с просьбой оставить своего изменника-мужа и вернуться в Швецию, но та отказалась, опасаясь, что по возвращении её посадят в тюрьму. Её сын Пер Браге Старший позднее писал, что на самом деле она беспокоилась не за себя, а за двух своих сыновей от второго брака, потому что они были потомками Иоганна VII Гойа: «поэтому она не хотела ни брать их с собой, ни расставаться с ними».
Когда Маргарета овдовела в июне 1535 года, то спросила своего брата, не заставит ли он её вступить в другой брак по расчёту, если она вернется. Когда тот уклонился от ответа на её вопрос и просто ответил, что если она вернётся, то это будет хорошо, а если она откажется, то сможет делать всё, что захочет, она решила остаться за границей. Она умерла в Таллине, в Эстонии.
После её смерти король попросил её сына от первого брака вернуться в Швецию, на что тот согласился после переговоров со своим шурином и сестрой Бритой в Швеции.

## Семья
Браки и дети:
1. Иоахим Браге (убит в 1520 году в ходе Стокгольмской кровавой бани)
  1. Мауриц (1517, умер в юности)
  2. Брита Иоахимсдоттер Браге (1518—1554), вышла замуж в 1531 году за барона Биргера Нильссона Грипа.
  3. Оллегард Иоахимсдоттер Браге (1519—1527), умерла в аббатстве Ско, где она училась.
  4. Пер Браге (1520—1590)
2. Иоганн VII Гойа (умер в 1535 году в ходе Графской распри на Фюне, Дания)
  1. Иоганн (1529—1574), епископ Оснабрюкка.
  2. Йобст, соадъютор в Кёльне. Он был захвачен Францем фон Галле и умер в тюрьме[6][7].